# Artykuły konfederacji i wieczystej unii

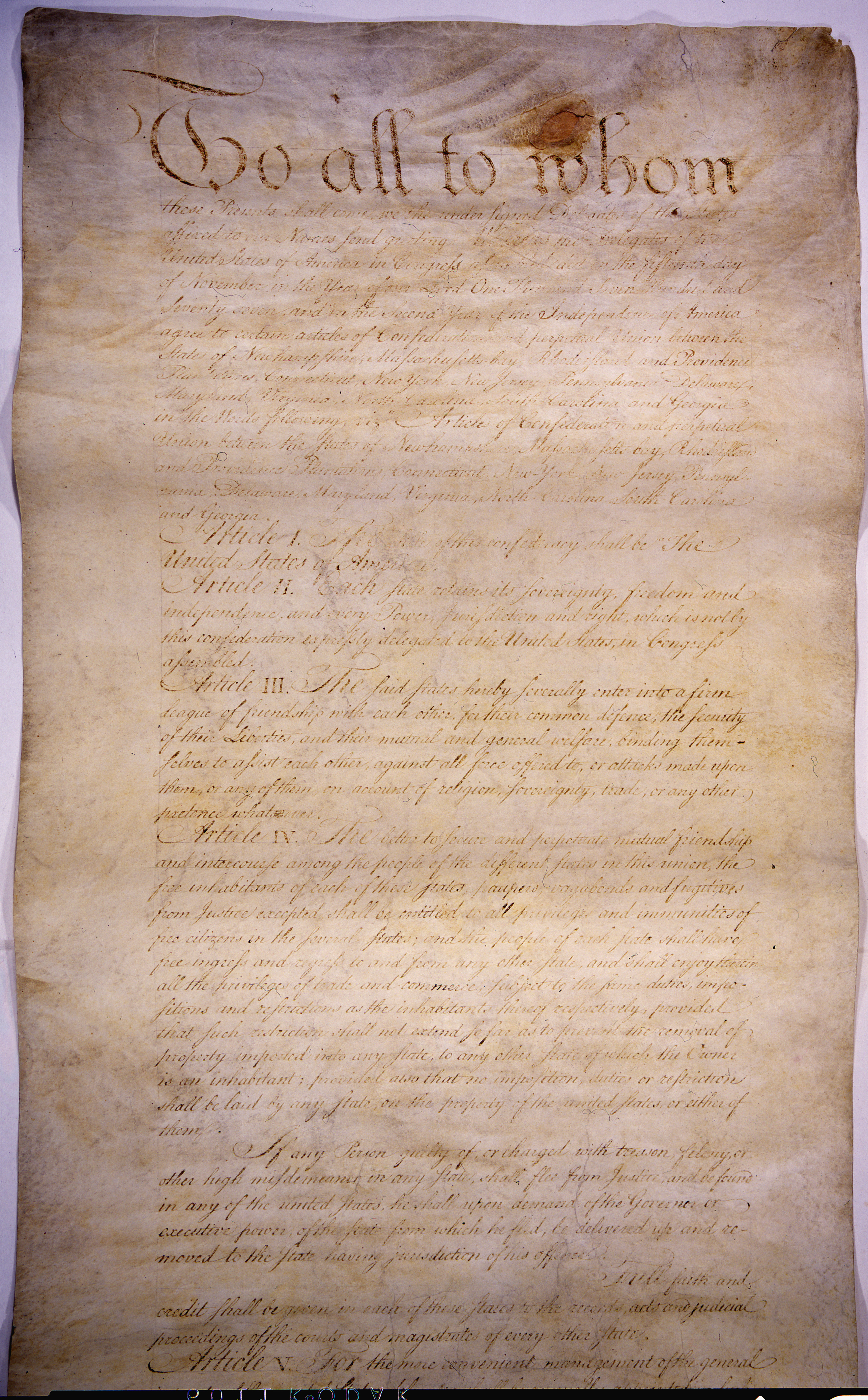
Pierwsza strona artykułów konfederacji

Artykuły konfederacji i wieczystej unii (ang. Articles of Confederation and Perpetual Union), w skrócie często określane po prostu jako artykuły konfederacji – zasady ustrojowe przyjęte wspólnie przez 13 byłych kolonii brytyjskich w Ameryce Północnej. Zasady zostały uzgodnione przez Kongres Kontynentalny 15 listopada 1777 roku i weszły w życie 1 marca 1781 roku, gdy zostały ratyfikowane przez wszystkie trzynaście stanów, które przyjęły nazwę Stanów Zjednoczonych Ameryki. Artykuły konfederacji zostały zastąpione przez Konstytucję Stanów Zjednoczonych 4 marca 1789 roku.